# Campionats del món de ciclisme en ruta de 2000
Els Campionats del món de ciclisme en ruta de 2000 es disputaren del 9 al 15 d'octubre de 2000 a Plouay, França.

## Resultats
|                                         | Or                               | Or         | Argent                          | Argent   | Bronze                             | Bronze  |
| Proves masculines professionals         |                                  |            |                                 |          |                                    |         |
| Cursa en línia masculina detalls        | Romāns Vainšteins · Letònia      | 6h 15' 28" | Zbigniew Spruch · Polònia       | m. t.    | Óscar Freire · Espanya             | m. t.   |
| Contrarellotge masculina detalls        | Serhí Hontxar · Ucraïna          | 56' 21"    | Michael Rich · Alemanya         | + 10"    | Laszlo Bodrogi · Hongria           | + 24"   |
| Proves femenines elit                   |                                  |            |                                 |          |                                    |         |
| Cursa en línia femenina detalls         | Zinaida Stahurskaia · Belarús    | 3h 17' 39" | Chantal Beltman · Països Baixos | + 1' 27" | Madeleine Lindberg · Suècia        | 1' 50"  |
| Contrarellotge femenina detalls         | Mari Holden · Estats Units       | 33' 14"    | Jeannie Longo · França          | + 3"     | Rasa Polikeviciute · Lituània      | + 46    |
| Proves masculines sub-23                |                                  |            |                                 |          |                                    |         |
| Cursa en línia masculina sub-23 detalls | Ievgueni Petrov · Rússia         | 3h 58' 06" | Iaroslav Popòvitx · Ucraïna     | + 3"     | Lorenzo Bernucci · Itàlia          | m. t.   |
| Contrarellotge masculina sub-23 detalls | Ievgueni Petrov · Rússia         | 43'54"     | Fabian Cancellara · Suïssa      | + 52"    | Michael Rogers · Austràlia         | + 1'19" |
| Proves masculines júniors               |                                  |            |                                 |          |                                    |         |
| Cursa en línia masculina júnior detalls | Jeremy Yates · Nova Zelanda      | 2h 59' 26" | Antonio Bucciero · Itàlia       | + 1"     | Aleksandr Arekéiev · Rússia        | m. t.   |
| Contrarellotge masculina júnior detalls | Piotr Mazur · Polònia            | 30' 58"    | Vladímir Gússev · Rússia        | + 18"    | Łukasz Bodnar · Polònia            | + 30"   |
| Proves femenines júniors                |                                  |            |                                 |          |                                    |         |
| Cursa en línia femenina júnior detalls  | Nicole Cooke · Regne Unit        | 1h 49' 02" | Magdalena Sadlecka · Polònia    | + 8"     | Clare Hall-Patch · Canadà          | + 12"   |
| Contrarellotge femenina júnior detalls  | Juliette Vandekerckhove · França | 22' 16"    | Katherine Bates · Austràlia     | + 31"    | Bertine Spijkerman · Països Baixos | + 45"   |

## Medaller
| Posició | País          | Or | Plata | Bronze | Total |
| 1       | Rússia        | 2  | 1     | 1      | 4     |
| 2       | Polònia       | 1  | 2     | 1      | 4     |
| 3       | França        | 1  | 1     | 0      | 2     |
| 3       | Ucraïna       | 1  | 1     | 0      | 2     |
| 5       | Estats Units  | 1  | 0     | 0      | 1     |
| 5       | Belarús       | 1  | 0     | 0      | 1     |
| 5       | Nova Zelanda  | 1  | 0     | 0      | 1     |
| 5       | Letònia       | 1  | 0     | 0      | 1     |
| 5       | Regne Unit    | 1  | 0     | 0      | 1     |
| 10      | Austràlia     | 0  | 1     | 1      | 2     |
| 10      | Itàlia        | 0  | 1     | 1      | 2     |
| 10      | Països Baixos | 0  | 1     | 1      | 2     |
| 13      | Suïssa        | 0  | 1     | 0      | 1     |
| 13      | Alemanya      | 0  | 1     | 0      | 1     |
| 15      | Canadà        | 0  | 0     | 1      | 1     |
| 15      | Lituània      | 0  | 0     | 1      | 1     |
| 15      | Espanya       | 0  | 0     | 1      | 1     |
| 15      | Hongria       | 0  | 0     | 1      | 1     |
| 15      | Suècia        | 0  | 0     | 1      | 1     |
| Total   | Total         | 10 | 10    | 10     | 30    |